# Rik Mayall
Richard Michael „Rik” Mayall (ur. 7 marca 1958 w Harlow, zm. 9 czerwca 2014 w Londynie) – angielski aktor filmowy i głosowy oraz scenarzysta komediowy, w latach 80. XX wieku zaliczany do najważniejszych postaci tzw. brytyjskiej komedii alternatywnej.

## Życiorys

### Pochodzenie i młodość
Pochodził z aktorskiej rodziny, oboje jego rodzice byli nauczycielami tego zawodu. Ukończył szkołę średnią w Worcester, a następnie studiował aktorstwo na University of Manchester. Tam poznał Adriana Edmondsona, który był jego partnerem scenicznym przez większość kariery, a także Bena Eltona.

### Kariera artystyczna

#### Lata 80.
Na początku lat 80. duet Mayall-Edmondson występował regularnie w londyńskim klubie komediowym The Comedy Store. W 1981 Mayall zagrał w filmie Shock Treatment, będącym nieoficjalnym sequelem The Rocky Horror Picture Show, a także w obrazie Amerykański wilkołak w Londynie. W 1982 Mayall i Edmondson, a także m.in. Dawn French, Jennifer Saunders i Robbie Coltrane, znaleźli się w składzie nowej grupy komediowej The Comedy Strip, która jeszcze w tym samym roku została zaproszona do realizacji własnego cyklu filmów telewizyjnych. Pierwszy z nich został włączony do powitalnej ramówki telewizji Channel 4, emitowanej 2 listopada 1982, w pierwszym dniu nadawania tej stacji.
W latach 1982–1984 Mayall był współscenarzystą i jedną z aktorskich gwiazd serialu The Young Ones, uważanego za jeden z pierwszych sitcomów utrzymanych w stylu komedii alternatywnej. W latach 1983–1988 zagrał trzy bardzo charakterystyczne, gościnne role w serialu Czarna Żmija. W drugiej połowie lat 80. oprócz występów estradowych z Edmondsonem, duet należał także do stałych gwiazd satyrycznego programu telewizyjnego Saturday Live. W 1986 para Mayall-Edmondson oraz Ben Elton wystąpili jako trójka głównych bohaterów sitcomu Filthy Rich & Catflap. W 1986 Mayall został obsadzony w roli tytułowej w sitcomie politycznym Nasz człowiek w parlamencie, gdzie wcielał się w wyjątkowo pozbawionego skrupułów polityka Partii Konserwatywnej. Występował w tej produkcji aż do 1994 roku.

#### Lata 90.
W 1991 Edmondson i Mayall pojawili się na West Endzie, gdzie wystąpili jako odpowiednio Estragon i Vladimir w sztuce Czekając na Godota Samuela Becketta. W latach 1991–1995 duet tworzył wspólnie popularny, choć wyróżniający się brutalnością, serial komediowy Bottom, a także jego liczne adaptacje estradowe. W 1999 premierą miała wersja kinowa tej produkcji, zatytułowana Guest House Paradiso. W 1992 zagrał w filmie Kolumbie do dzieła, będącym nieudaną próbą reaktywacji po latach cyklu komediowego Cała naprzód. W 1995 był partnerem scenicznym Stephena Frya w sztuce Cell Mates, która miała tak złe recenzje, iż już po trzech spektaklach Fry podjął próbę samobójczą, a następnie porzucił rolę i wyjechał z kraju (jak się później okazało, epizod ten związany był z chorobą afektywną dwubiegunową, której aktor wtedy jeszcze sobie nie uświadamiał).

#### Późniejsze lata
Na początku XXI wieku Mayall odnosił największe sukcesy jako artysta estradowy, nadal pracując w duecie z Edmondsonem. Para ograniczyła wspólne występy po trasie z 2003 roku, co było związane z kłopotami zdrowotnymi Mayalla (zob. niżej). W 2001 znalazł się w obsadzie filmu Harry Potter i Kamień Filozoficzny, jednak sceny z jego udziałem nie trafiły na ekran, lecz zostały wycięte na etapie postprodukcji. W 2009 wystąpił gościnnie w serialu kryminalnym Morderstwa w Midsomer. W 2013 zagrał w jednej z głównych ról w sitcomie Man Down. W ostatnich latach życia był też aktywny jako aktor radiowy i nagrywający audiobooki.

### Życie prywatne
W młodości Mayall był związany uczuciowo z koleżanką ze studiów Lise Mayer, która była także jego współscenarzystką w serialu The Young Ones. Od 1985 aż do śmierci był mężem Barbary Robbin, którą poznał na planie programu A Kick Up the Eighties, gdzie Robbin pracowała jako makijażystka. Mieli troje dzieci.
W 1998 Mayall został bardzo poważnie ranny w wypadku, do jakiego doszło niedaleko jego domu w hrabstwie Devon, gdy aktor jeździł na quadzie. Został przetransportowany śmigłowcem do szpitala w Plymouth, gdzie stwierdzono u niego dwa krwiaki mózgu, określono jego stan jako bezpośrednio zagrażający życiu i wprowadzono go na 96 godzin w stan śpiączki farmakologicznej. Choć aktor powrócił później do stosunkowo normalnego życia, nigdy nie odzyskał pełnej sprawności fizycznej i intelektualnej sprzed wypadku, co wpłynęło negatywnie na jego karierę. Po latach stwierdził, iż mimo wszystko wypadek okazał się w pewnym sensie pozytywnym wydarzeniem w jego życiu, bo mając świadomość, jak bardzo bliski był śmierci, nie pozwolił sobie później na kryzys wieku średniego, lecz nawet jako pięćdziesięciolatek cieszył się z samego faktu, że żyje.

### Śmierć
Mayall zmarł nagle w swoim domu w Londynie wczesnym popołudniem w dniu 9 czerwca 2014. Miał 56 lat. Zgodnie ze standardową procedurą w przypadku nagłych zgonów na miejsce zostali wezwani funkcjonariusze Metropolitan Police Service, jednak jeszcze tego samego dnia policja wykluczyła udział osób trzecich w śmierci aktora i zapowiedziała, iż kwestia ta nie będzie przez nią bardziej szczegółowo badana. 12 czerwca 2014 biuro koronera dla zachodniego Londynu, prowadzące postępowanie wyjaśniające w sprawie przyczyn śmierci aktora, podało, iż zarządzona została sekcja zwłok, jednak nie przyniosła ona jednoznacznych wyników i niezbędne są dalsze badania. Tego samego dnia wdowa po aktorze ujawniła, że według dostępnych jej wyników Mayall zmarł na skutek nagłego zatrzymania krążenia, którego doznał wkrótce po powrocie do domu z treningu biegowego.
Adrian Edmondson, który do ostatnich lat życia Mayalla pozostał jego bliskim przyjacielem, pożegnał swego współpracownika z mieszanką żałoby i charakterystycznego dla duetu brutalnego humoru: Kiedy pisaliśmy razem z Rikiem, były chwile, gdy prawie umieraliśmy ze śmiechu. To były jedne z najbardziej beztroskich, głupich dni w moim życiu i czuję się uprzywilejowany, że mogłem je z nim dzielić. A teraz umarł naprawdę. Beze mnie. Samolubny skurwysyn..
W sierpniu 2014 odsłonięto przedstawiający Mayalla mural o wysokości sześciu metrów, stworzony na elewacji teatru w jego rodzinnym Harlow.

## Nagrody i wyróżnienia
W 1997 otrzymał nagrodę Emmy za najlepszą rolę dubbingową, za jaką uznano postać Ropuchy w filmie telewizyjnym O czym szumią wierzby. W 1993 był nominowany do British Comedy Award w kategorii najlepszy telewizyjny aktor komediowy.

## Wybrana filmografia

### Role głosowe
- 1991: Księżniczka i chochliki jako Książę Froglip
- 1995: Królowa Śniegu jako Król Złodziei
- 1995: Asterix podbija Amerykę jako Kakofonix (brytyjski dubbing)
- 1999-2000: Wodnikowe Wzgórze jako Kihar (sezony 1-2)